# The Proximity Effect
Albums de Nada Surf
High/Low
(1996) Let Go
(2002)
The Proximity Effect est le second album du groupe de rock américain Nada Surf. Deux versions différentes de l'album ont été éditées, l'une en 1998 et l'autre en 2000, car le groupe a eu un différend avec sa maison d'édition, Elektra Records, qui trouvait que l'album ne contenait pas de hits et voulait qu'ils enregistrent une autre version de la reprise Why Are You So Mean To Me? pour en faire un single. Devant le refus du groupe, qui trouvait l'album parfait ainsi, la maison d'édition n'a pas sorti l'album aux États-Unis et a rompu son contrat avec la formation. En 2000, Nada Surf a réussi à récupérer les droits de l'album et en a ressorti une nouvelle version avec leur propre structure, MarDev. En 1998, l'album s'est classé à la 45e place du classement des ventes d'albums en France.

## Liste des titres (édition originale, 1998)
1. Hyperspace
2. Amateur
3. Why Are You So Mean To Me?
4. 80 Windows
5. Mother's Day
6. Troublemaker
7. Bacardi
8. Bad Best Friend
9. Dispossession
10. The Voices
11. Firecracker
12. Slow Down
13. Robot

Un mini CD était intégré à une version limitée.

## Liste des titres (réédition, 2000)
1. Hyperspace - 4:36
2. Amateur - 4:02
3. 80 Windows - 4:25
4. Mother's Day - 3:47
5. Troublemaker - 4:21
6. Bacardi - 4:02
7. Bad Best Friend - 4:10
8. Dispossession - 2:54
9. The Voices - 3:28
10. Firecracker - 3:47
11. Slow Down - 4:09
12. Robot - 5:31
13. Silent Fighting - 3:51
14. Spooky - 3:50

## Accueil critique
Le webzine albumrock lui donne 4 étoiles sur 5. Le magazine NME lui donne la note de 7/10. Le site Sputnikmusic lui donne 3,5 étoiles sur 5. Michael Gallucci, de AllMusic, lui donne 3 étoiles sur 5. Ryan Kearney, de Pitchfork, lui donne la note de 5,1/10.